# Nippon Crown
Nippon Crown Co., Ltd. (日本クラウン株式会社, Nippon Kuraun Kabushikaisha) é uma gravadora japonesa originalmente estabelecida como Crown Records em 6 de setembro de 1963. Nippon Crown também é conhecida por ser a gravadora de vários de músicos enka.